# Innsbruck
Innsbruck és la capital de l'estat federal del Tirol, a l'oest d'Àustria i té l'estatus de ciutat estatutària. Està situada a l'ampla vall del riu Inn, entre les muntanyes Nordkette (Hafelekarspitze, 2.334 m) al nord, Patscherkofel (2.246 m), Serles (2.718 m) i Saile o Nockspitze (2.404 m) al sud. El seu nom deriva de Inn i bruck (de l'alemany Brücke: pont), i significa "el pont sobre l'Inn".
Amb 122.458 habitants (dades de l'1 de gener del 2013), Innsbruck és la ciutat més gran de l'estat federal de Tirol i, després de Viena, Graz, Linz i Salzburg, la cinquena ciutat més gran d'Àustria. A la seva àrea metropolitana viuen al voltant de 190.000 persones. A més, la ciutat compta amb prop de 30.000 estudiants i altres persones que hi fixen la seva segona residència, i 3.000 pernoctacions diàries de turistes que visiten la ciutat.
És un centre d'esports d'hivern amb renom internacional que va organitzar els Jocs Olímpics d'Hivern de 1964 i de 1976. Del 13 al 22 de gener de 2012 s'hi van celebrar els primers Jocs Olímpics d'hivern de la Joventut. És seu, compartida amb Bolzano, de la Convenció Alpina.

## Geografia

### Localització
Innsbruck està situada a 574 msnm a la vall de l'Inn. La ciutat queda limitada al nord per la serralada de Karwendel (i en concret per la serra Nordkette, literalment serra del nord) i al sud pel Patscherkofel, una de les principals muntanyes dels Alps del Tux, i el Saile o Nockspitze, a l'extrem de les Kalkkögel (Alps de l'Stubai). Pocs quilòmetres a l'oest d'Innsbruck la confluència del riu Melach al riu Inn (riu), entre els pobles de Unterperfuss i Kematen in Tirol, marca la divisió oficial entre la vall alta de l'Inn, a l'oest, i la vall baixa de l'Inn, a l'est.
La ciutat d'Innsbruck és adjacent als següents municipis, tots part del districte d'Innsbruck Land: Scharnitz i Seefeld al nord; Absam, Thaur i Rum al nord-est; Ampass i Aldrans a l'est; Lans i Sistrans al sud-est; Schönberg im Stubaital i Patsch al sud; Götzens, Natters i Mutters al sud-oest; Völs a l'oest i Zirl al nord-oest.
Durant el segle XX Innsbruck ha anat incorporant diversos pobles al seu municipi: Pradl i Wilten (1904); Hötting, Mühlau i Amras (1938); Arzl (1940); i Vill i Igls (1942).

### Clima
Per la seva altitud i posició a l'Europa central, Innsbruck té un clima hemiboreal o continental d'estiu no tan càlid (Classificació climàtica de Köppen: Dfb), amb un cert caràcter alpí, que el situa en la mateixa zona climàtica que Moscou, Estocolm o Montreal. La temperatura mitjana anual és de 8,6 °C, i les precipitacions anuals pugen a 856 mm. Els hiverns són més freds que a la majoria de ciutats europees, amb una temperatura mínima mitjana al gener de -7 °C, que habitualment comporta grans nevades. Els mesos més càlids són juliol i agost, amb una temperatura mitjana de 18,1 i 17,4 °C. El clima a l'estiu és impredictible: un dia pot ser fresc i plujós, amb temperatures rondant els 15-16 °C, mentre que el següent pot ser calorós i assolellat amb temperatures per sobre dels 30 °C. De totes maneres, a qualsevol hora durant les nits d'estiu es manté força fresc i la temperatura a vegades baixa dels 10 °C.
El föhn és un fenomen ventós molt comú a la ciutat, bufant del sud o de l'est. L'efecte Föhn, conegut com a fogony en català, va ser descrit per primera vegada al Tirol, on se li va donar aquest nom. Es tracta d'un vent càlid i sec, que es pot manifestar en qualsevol estació però és especialment freqüent a la tardor, i que fa augmentar molt la temperatura i l'evaporació i disminuir la humitat. La velocitat del vent a la zona urbana pot arribar a 120 km/h (200 km/h al cim de Patscherkofel). A l'hivern, el föhn arriba a elevar la temperatura fins als 18 °C.
A l'hivern, les nevades són abundants, i de vegades la temperatura pot caure per sota de -15 °C. A l'estiu, la calor és rarament excessiva, i les pluges i tempestes són freqüents, sovint acompanyades de calamarsa.
| Paràmetres climàtics mitjans de Innsbruck-Flugplatz (Aeroport d'Innsbruck) | Paràmetres climàtics mitjans de Innsbruck-Flugplatz (Aeroport d'Innsbruck) | Paràmetres climàtics mitjans de Innsbruck-Flugplatz (Aeroport d'Innsbruck) | Paràmetres climàtics mitjans de Innsbruck-Flugplatz (Aeroport d'Innsbruck) | Paràmetres climàtics mitjans de Innsbruck-Flugplatz (Aeroport d'Innsbruck) | Paràmetres climàtics mitjans de Innsbruck-Flugplatz (Aeroport d'Innsbruck) | Paràmetres climàtics mitjans de Innsbruck-Flugplatz (Aeroport d'Innsbruck) | Paràmetres climàtics mitjans de Innsbruck-Flugplatz (Aeroport d'Innsbruck) | Paràmetres climàtics mitjans de Innsbruck-Flugplatz (Aeroport d'Innsbruck) | Paràmetres climàtics mitjans de Innsbruck-Flugplatz (Aeroport d'Innsbruck) | Paràmetres climàtics mitjans de Innsbruck-Flugplatz (Aeroport d'Innsbruck) | Paràmetres climàtics mitjans de Innsbruck-Flugplatz (Aeroport d'Innsbruck) | Paràmetres climàtics mitjans de Innsbruck-Flugplatz (Aeroport d'Innsbruck) | Paràmetres climàtics mitjans de Innsbruck-Flugplatz (Aeroport d'Innsbruck) |
| Mes                                                                        | Gen.                                                                       | Feb.                                                                       | Mar.                                                                       | Abr.                                                                       | Mai.                                                                       | Jun.                                                                       | Jul.                                                                       | Ago.                                                                       | Set.                                                                       | Oct.                                                                       | Nov.                                                                       | Des.                                                                       | Anual                                                                      |
| -------------------------------------------------------------------------- | -------------------------------------------------------------------------- | -------------------------------------------------------------------------- | -------------------------------------------------------------------------- | -------------------------------------------------------------------------- | -------------------------------------------------------------------------- | -------------------------------------------------------------------------- | -------------------------------------------------------------------------- | -------------------------------------------------------------------------- | -------------------------------------------------------------------------- | -------------------------------------------------------------------------- | -------------------------------------------------------------------------- | -------------------------------------------------------------------------- | -------------------------------------------------------------------------- |
| Temperatura màxima registrada °C (°F)                                      | 20,2 (68,4)                                                                | 18,6 (65,5)                                                                | 23,9 (75)                                                                  | 26,4 (79,5)                                                                | 32,2 (90)                                                                  | 33,6 (92,5)                                                                | 37,7 (99,9)                                                                | 35,0 (95)                                                                  | 32,1 (89,8)                                                                | 26,0 (78,8)                                                                | 21,2 (70,2)                                                                | 17,1 (62,8)                                                                | 37,7 (99,9)                                                                |
| Temperatura mínima registrada °C (°F)                                      | −23,8 (−10,8)                                                              | −17,3 (0,9)                                                                | −16,5 (2,3)                                                                | −4,8 (23,4)                                                                | −2,3 (27,9)                                                                | 3,0 (37,4)                                                                 | 4,4 (39,9)                                                                 | 1,9 (35,4)                                                                 | −0,9 (30,4)                                                                | −6,6 (20,1)                                                                | −17,9 (−0,2)                                                               | −20,1 (−4,2)                                                               | −23,8 (−10,8)                                                              |
| Temperatura diària màxima °C (°F)                                          | 3,5 (38,3)                                                                 | 6,3 (43,3)                                                                 | 11,3 (52,3)                                                                | 14,8 (58,6)                                                                | 20,3 (68,5)                                                                | 22,6 (72,7)                                                                | 24,7 (76,5)                                                                | 24,4 (75,9)                                                                | 20,8 (69,4)                                                                | 15,8 (60,4)                                                                | 8,2 (46,8)                                                                 | 3,7 (38,7)                                                                 | 14,7 (58,5)                                                                |
| Temperatura diària mínima °C (°F)                                          | −5,2 (22,6)                                                                | −3,7 (25,3)                                                                | 0,2 (32,4)                                                                 | 3,4 (38,1)                                                                 | 7,8 (46)                                                                   | 10,8 (51,4)                                                                | 12,8 (55)                                                                  | 12,7 (54,9)                                                                | 9,3 (48,7)                                                                 | 4,8 (40,6)                                                                 | −0,5 (31,1)                                                                | −4,2 (24,4)                                                                | 4,0 (39,2)                                                                 |
| Precipitació total mm (polzades)                                           | 43,9 (1,7)                                                                 | 41,4 (1,6)                                                                 | 55,9 (2,2)                                                                 | 57,7 (2,3)                                                                 | 87,1 (3,4)                                                                 | 110,3 (4,3)                                                                | 137,2 (5,4)                                                                | 111,3 (4,4)                                                                | 78,1 (3,1)                                                                 | 57,3 (2,3)                                                                 | 63,2 (2,5)                                                                 | 53,1 (2,1)                                                                 | 896,5 (35,3)                                                               |
| Font: Zentralanstalt für Meteorologie und Geodynamik                       |                                                                            |                                                                            |                                                                            |                                                                            |                                                                            |                                                                            |                                                                            |                                                                            |                                                                            |                                                                            |                                                                            |                                                                            |                                                                            |

## Història
La ciutat d'Innsbruck s'originà en el lloc del que fou l'antic castrum romà de Veldidena, actual barri de Wilten. Pren el seu nom d'Inn i Bruck, és a dir pont sobre el riu Inn, i es mantingué com a localitat fronterera durant tot l'Imperi Romà. El 1232 fou elevada a la categoria de ciutat, i el 1248 passà a formar part dels dominis dels comtes del Tirol, sent més tard cedida el 1363 a Rodolf IV d'Habsburg juntament amb el territori cis- i transalpí. Esdevingué la capital del Tirol el 1420, en substitució de Meran (que ho havia estat fins llavors). Al convertir-se en residència oficial de l'emperador Maximilià I, la ciutat experimentà un període de gran esplendor i creixement econòmic entre els segles xvi i xvii. El 1669 s'inaugurà la Universitat d'Innsbruck.
Amb el Tractat de Pressburg (1805) passà a Baviera, i després retornà a Àustria legítimament amb el Congrés de Viena el 1815. En la història contemporània fou ocupada temporalment per les tropes italianes el 1918, per després ser durament bombardejada durant la Segona Guerra Mundial.

## Societat

### Demografia
| Any      | 1900   | 1951   | 1961    | 1971    | 1981    | 1991    | 2001    | 2007    | 2013    |
| -------- | ------ | ------ | ------- | ------- | ------- | ------- | ------- | ------- | ------- |
| Població | 49.727 | 95.055 | 100.959 | 116.104 | 117.287 | 118.112 | 113.392 | 117.915 | 122.458 |

### Dialecte
El dialecte que es parla a Innsbruck pertany a la llengua bavaresa, i en particular al bavarès meridional parlat al Tirol, Caríntia i a la part oest d'Estíria. El dialecte d'Innsbruck, però, està molt influenciat per l'alemany estàndard. Una característica típica d'aquesta regió és la pronunciació dura de la k.

### Religions
Comunitat catòlica
Innsbruck és la seu d'una diòcesi de l'Església Catòlica. El territori inclou tot el Tirol del Nord fins al riu Ziller i Tirol de l'Est. La part restant del territori del nord de Tirol està sota la jurisdicció de l'arxidiòcesi de Salzburg. Al voltant del 70% de la població d'Innsbruck és de religió catòlica. Innsbruck és també la seu de la reconeguda Universitat Teològica, on van ensenyar entre d'altres Pere Canisi i Karl Rahner.
Comunitat evangèlico-luterana
El 2004 la seu de la diòcesi de Salzburg-Tirol va ser traslladada de Salzburg a Innsbruck. La ciutat compta amb dues parròquies: la Innsbruck Christuskirche i la Innsbruck Ost. La comunitat es compon de prop de 2.000 fidels.
Comunitat jueva
Innsbruck és la seu de la comunitat jueva del Tirol i Vorarlberg.
Altres comunitats religioses
A la ciutat es poden trobar també llocs de culte de mormons, musulmans i Testimonis de Jehovà.

## Política
A Innsbruck, durant molt de temps l'alcalde no era elegit directament pel poble, sinó indirectament a través del consell local. Amb la modificació de la carta de la ciutat l'abril de 2011, l'alcalde passà a ser escollit directament a partir de les eleccions municipals de 2012.

### Consell municipal
El consell municipal està format per 40 membres. Després de les eleccions municipals de 2012 està compost pels següents partits:
- 9 ÖVP
- 9 Llista municipal „Für Innsbruck“
- 8 Els Verds d'Innsbruck
- 6 SPÖ
- 3 FPÖ
- 3 Llista Rudi Federspiel
- 1 Tiroler Seniorenbund
- 1 INN Piraten, abans Partit Pirata del Tirol

### Govern municipal
Després de les eleccions municipals de 2012, Für Innsbruck, els Verds i l'SPÖ van formar l'anomenada coalició semàfor (pels colors associats als partits corresponents: groc per a Für Innsbruck, verd per als Verds i vermell per a l'SPÖ). Es tracta del primer govern de la ciutat des de 1945 sense la participació del Partit Popular.
El govern municipal està format per set membres. L'alcaldessa és Christine Oppitz-Plörer.

## Llocs d'interès

### Edificis
- Goldenes Dachl (Teulada Daurada)
- Kaiserliche Hofburg (Cort Imperial)
- Hofkirche (Església Imperial) amb el cenotafi de Maximilià I del Sacre Imperi Romanogermànic
- Altes Landhaus (Antic Parlament de l'Estat Federal)
- Alte Innbrücke (El Pont de l'Inn, el pont ha existit en aquest lloc des d'almenys el 1008 A.D.)
- Altstadt (Nucli Antic o Ciutat Vella)
- Annasäule
- Helblinghaus
- Maria-Theresien-Straße
- Tiroler Landestheater Innsbruck
- Triumphpforte (Arc de Triomf)
- Bergiselschanze, dissenyat per Zaha Hadid
- New Hungerburgbahn, dissenyat per Zaha Hadid
- Stadtturm (Torre de la Ciutat)
- Schloss Ambras (Castell d'Ambras)
- Casino Innsbruck
- Leopold Brunnen (Font de Leopold)
- Büchsenhausen Castle

### Museus
- Riesenrundgemälde
- Ambras Castle
- Tyrolean State Museum
- Tyrolean Museum of Popular Art
- The Armoury
- Tyrolean Museum Railways (Tiroler Museumsbahnen)
- Stubaital station
- Kaiserjäger Museum
- City Archives
- Alpine Club Museum
- Bell Museum

### Esglésies
- Ursulinenkirche
- Dom zu St. Jakob (Catedral de Sant Jaume)
- Hofkirche
- Stift Wilten
- Wiltener basilika
- Spitalskirche
- Liebfrauenkirche
- Jesuit Church

### Parcs i Jardins
- Alpenzoo (Zoo Alpí)
- Baggersee Rossau
- Innsbruck University Botanic Garden
- Hofgarten
- Rapoldipark
- Schlosspark Ambras